# قاتلان ماه گل
قاتلان ماه گل (انگلیسی: Killers of the Flower Moon) که با نام قاتلان ماه کامل نیز شناخته می‌شود، فیلم درام جنایی وسترن حماسی آمریکایی محصول ۲۰۲۳ به کارگردانی و تهیه‌کنندگی مارتین اسکورسیزی است که فیلم‌نامه را مشترکاً با اریک راث بر اساس کتابی به همین نام نوشتهٔ دیوید گرن چاپ ۲۰۱۷ به نگارش درآورد. داستان فیلم به قتل‌های ایالات اکلاهما در مردمان اوسیج طی دههٔ ۱۹۲۰ می‌پردازد که پس از کشف نفت در زمین‌های قبیله‌ای رخ داد. اعضای قبیله حق امتیاز استخراج ذخایر خود در مناطق بومی‌نشین را داشتند؛ با این حال، فرصت‌طلبان سفیدپوست در پی تصاحب دارایی اعضای این قبیله بودند.
لئوناردو دی‌کاپریو، رابرت دنیرو و لیلی گلداستون گروه اصلی بازیگران را تشکیل می‌دهند و در کنارش جسی پلمونس، تانتو کاردینال، جان لیسگو و برندن فریزر در نقش‌های مکمل حضور دارند. این فیلم، ششمین همکاری سینمایی میان اسکورسیزی و دی‌کاپریو و دهمین همکاری میان اسکورسیزی و دنیرو به‌شمار می‌رود. این فیلم همچنین یازدهمین و آخرین همکاری میان اسکورسیزی و آهنگساز رابی رابرتسون بود که دو ماه پیش از اکران فیلم درگذشت. این اثر تقدیم شد به رابرتسون.
ساخت این فیلم در مارس ۲۰۱۶ که شرکت ایمپرتیو انترتینمنت حق اقتباس سینمایی این کتاب را به دست آورد، آغاز شد. اسکورسیزی و دی‌کاپریو در سال ۲۰۱۷ به پروژه پیوستند و نخست انتظار می‌رفت که ساخت آن در اوایل سال ۲۰۱۸ آغاز شود. پس از چند بار عقب‌راندن و تأخیر در واکنش به همه‌گیری کووید-۱۹، قرار بود مراحل ساخت در فوریهٔ ۲۰۲۱ آغاز شود. حضور اپل تی‌وی پلاس برای تأمین مالی و توزیع فیلم در کنار پارامونت پیکچرز تأیید شد. تصویربرداری اصلی در فاصلهٔ بهار و پاییز ۲۰۲۱ در شهرستان اوسیج و شهرستان واشینگتن صورت گرفت. این فیلم به‌وسیلهٔ استودیوی سیکلیا پروداکشنزِ اسکورسیزی و اپین وی پروداکشنزِ دی‌کاپریو با بودجه‌ای ۲۰۰ میلیون دلاری ساخته شد و طبق گزارش‌ها، بالاترین مبلغی است که تا به حال صرف ساخت فیلمی در ایالت اکلاهما شده‌است.
قاتلان ماه گل نخستین بار در ۲۰ مهٔ ۲۰۲۳ در جشنواره فیلم کن به نمایش درآمد و در ۲۰ اکتبر ۲۰۲۳ به‌وسیلهٔ اپل تی‌وی پلاس (تحت اپل اورجینال فلمز) و پارامونت پیکچرز در سینماهای ایالات متحده اکران شد. این فیلم در سینماهای آی‌مکس نیز اکران شد. این فیلم بیش از ۱۵۵ میلیون دلار در سطح جهانی فروش داشت و نقدهای مثبتی از سوی منتقدان دریافت کرد. این فیلم جایزهٔ بهترین فیلم در هیئت ملی بازبینی فیلم را برنده شد و از سوی انستیتوی فیلم آمریکا، یکی از ده فیلم برتر سال نام گرفت.

## داستان
بزرگان ملت اوسیج یک چپق صلح را دفن می‌کنند و در سوگ همسان شدن فرزندان خود در جامعهٔ سفیدپوست آمریکایی هستند. چند اوسیج با سرگردانی در منطقهٔ حفاظت‌شده خود در اکلاهما، که پدیدهی سالیانهٔ «ماه گل» را در صحرای شکوفه‌ها نشان می‌دهد، می‌بینند که نفت از زمین فوران می‌کند. این قبیله ثروتمند می‌شود، زیرا حق امتیاز استخراج نفت را به دست می‌گیرد و اعضا در درآمدهای اجاره نفت سهیم می‌شوند، اگرچه قانون از ولی تسخیری دادگاه سفیدپوست می‌خواهد تا با فرض «ناشایست» بودن اوسیج، سرمایهٔ اعضای یک‌رگه و دورگه را مدیریت کنند.
در سال ۱۹۱۹، ارنست برکهارت از جنگ جهانی یکم بازگشت تا با برادرش بایرون و دایی‌اش ویلیام کینگ هیل در مزرعه سرخ‌پوست‌نشین هیل زندگی کند. هیل، مزرعه‌دار و نمایندهٔ کلانتر/دام‌دار که عموماً «شاه» نامیده می‌شود، در نقش خیرخواه قبیلهٔ اوسیج شناخته می‌شود و به زبان آن‌ها صحبت می‌کند و هدایایی نیز می‌بخشد. او به ارنست پیشنهاد می‌کند که به مولی کایل، یک اوسیج که خانواده‌اش صاحب حق مالکیت نفت هستند، اظهار عشق کند. ارنست که در کنار بایرون در حال انجام سرقت مسلحانه از اوسیج بود، از طریق کار روزانه‌اش به‌عنوان راننده تاکسی با مولی آشنا می‌شود. رابطهٔ عاشقانه‌ای میان آن‌ها شکل می‌گیرد و این دو در مراسمی با ترکیب عناصر کاتولیک و اوسیج ازدواج می‌کنند. با گذشت زمان آن‌ها صاحب سه فرزند می‌شوند.
هیل مخفیانه مرگ چند اوسیج ثروتمند را برنامه‌ریزی می‌کند. او به ارنست می‌گوید اگر تعداد بیشتری از خانواده مولی بمیرند، حق مالکیت بیشتری را به ارث خواهد برد. مولی دیابتی است و مادرش لیزی بیمار است. بعد از اینکه مینی خواهر مولی بر اثر یک بیماری مرموز می‌میرد، هیل به بایرون دستور می‌دهد تا خواهر دیگر مولی، یعنی آنای کله‌شق را بکشد. لیزی و شورای اوسیج ساکنان سفیدپوست این منطقه را مقصر مرگ آن‌ها می‌دانند و از قبیله می‌خواهند که به مقابله بپردازند.
فیلمی خبری از حمله نژادی تولسا در سال ۱۹۲۱ که در آن سفیدپوستان جامعه‌ای از سیاهپوستان را نابود کردند و ساکنان زیادی را کشتند، نگرانی بیشتری را در میان اوسیج ایجاد می‌کند که آن‌ها نیز ممکن است به‌طور مشابه آسیب ببینند. لیزی می‌بیند که اجدادش هنگام مرگ از او به زندگی پس از مرگ استقبال می‌کنند. هیل از ارنست می‌خواهد مرگ هنری روآن، شوهر نخست مولی، را راست و ریس کند تا بیمهٔ عمر او را دریافت کند. با این حال، ارنست نقشه را خراب می‌کند و باعث می‌شود هیل به‌طرز شدیدی او را در یک معبد وابسته به فراماسونری با چوب کتک بزند.
کلانتر و قضات محلی از نظر اخلاقی فاسد هستند و هیچ تحقیقی انجام نمی‌شود. یکی از نمایندگان ملت اوسیج که به‌دنبال متقاعد کردن کنگره است، در واشینگتن، دی.سی. به قتل می‌رسد. مولی کارآگاه خصوصی ویلیام جی برنز را استخدام می‌کند، اما ارنست و بایرون او را مورد ضرب و شتم قرار داده و از محلهٔ سرخ‌پوست‌نشین بیرون می‌کنند.
مولی با وجود بیماری با یک هیئت اوسیج به واشینگتن سفر می‌کند و از رئیس‌جمهور کالوین کولیج کمک می‌خواهد. به همین دلیل، هیل ارنست را متقاعد می‌کند تا انسولین مولی را مسموم کند تا او ضعیف شود. وضعیت مولی بدتر می‌شود و ارنست گاهی از شرم خود سم را می‌بلعد. هیل به ارنست دستور می‌دهد تا قتل رتا، آخرین خواهر مولی، و شوهرش را ترتیب دهد و با این کار، اسی کربیِ جانی، خانه‌اش را منفجر کند. مولی تمام حقوق اصلی خانواده‌اش را به ارث می‌برد.
به دلیل لابی‌گری مولی، اداره تحقیقات (BOI) مأمور توماس بروس وایت سینیور و دستیارانش را برای تحقیق می‌فرستد. آنها به سرعت به حقیقت پی می‌برند. هیل سعی می‌کند با قتل چند نفر از مردان خود، از جمله ایسی، ردپاهایش را بپوشاند، اما مأمور وایت هیل و ارنست را دستگیر می‌کند. مأموران متوجه می‌شوند که مولی به‌شدت بیمار است و مراقبت‌های پزشکی مناسب او را فراهم می‌کنند.
وایت ارنست را متقاعد می‌کند که اعتراف کند و علیه هیل شهادت دهد. دبلیو اس. همیلتون، وکیل هیل، سعی می‌کند ارنست را متقاعد کند که ادعا کند شکنجه شده و گفتهٔ خود را تکذیب کند. با این حال، پس از مرگ یکی از دختران ارنست و مولی بر اثر سیاه‌سرفه، ارنست علیه عمویش شهادت می‌دهد. هیل به‌طرز ناموفقی تلاش می‌کند تا ارنست را به قتل برساند. مولی پس از شهادت ارنست با او ملاقات می‌کند، اما زمانی که ارنست اعتراف نمی‌کند که او را مسموم کرده بود، مولی او را ترک می‌کند.
بعداً یک برنامهٔ رادیویی پیامد رخدادها را اعلام کرد. ارنست و هیل مجرم شناخته شدند و به حبس ابد محکوم شدند. با وجود اعتراضات اوسیج به هیئت عفو، هر دو پس از سال‌ها حبس آزاد شدند. بایرون به‌دلیل هیئت منصفه مردّد در اتخاذ تصمیم، زندانی نشد. برادران شون، که برای تضعیف مولی به ارنست سم می‌دادند و در «مرگ‌های تضعیف‌کننده» دیگر نقش داشتند، به‌علت نداشتن شواهد مورد پیگرد قانونی قرار نگرفتند. پس از محاکمه، مولی از ارنست طلاق گرفت، دوباره ازدواج کرد و در سال ۱۹۳۷ در ۵۰ سالگی بر اثر دیابت درگذشت. او در کنار والدین، خواهران و دخترش به خاک سپرده شد. در آگهی ترحیم او به قتل‌های اوسیج اشاره ای نشده‌است. بعدها گردهمایی اوسیج با یک دایرهٔ رقص بزرگ در قرن بیست و یکم نمایش داده می‌شود.

## بازیگران
- لئوناردو دی‌کاپریو در نقش ارنست برکهارت، کهنه‌کار حریص و زودباور جنگ جهانی اول که در نقش مهره در قتل‌ها استفاده می‌شود.
- رابرت دنیرو در نقش ویلیام کینگ هیل، عموی ارنست
- لیلی گلداستون در نقش مولی کایل، همسر ارنست
- جسی پلمونس در نقش توماس بروس وایت پدر، مأمور BOI که تحقیقات قتل را رهبری می‌کند.
- تانتو کاردینال در نقش لیزی کیو، مادر مولی
- جان لیسگو در نقش پیتر لیوارد، دادستان اصلی در محاکمه‌های هیل و بورکهارت
- برندن فریزر در نقش همیلتون، وکیل ویلیام هیل
- کارا جید مایرز در نقش آنا براون، اولین خواهر مولی
- جنای کالینز در نقش ریتا، خواهر دوم مولی
- جیلیان دیون در نقش مینی، سومین خواهر مولی
- جیسون ایزبل در نقش بیل اسمیت، شوهر مینی. او پس از مرگ مینی با خواهرش رتا ازدواج کرد
- ویلیام بلئو در نقش هنری روان، اولین شوهر و دوست صمیمی مولی و بعداً قربانی هیل
- لوئیس کانسلمی در نقش کلسی موریسون، آشنا و همدست بورکهارت و هیل
- اسکات شپرد در نقش بایرون بورکهارت، برادر کوچکتر ارنست
- برنت لنگدون در نقش بارنی مک براید، یک نفتکش سفیدپوست که به واشینگتن دی سی سفر می‌کند تا از فدرال برای حل این قتل‌ها کمک بگیرد.
- اورت والر در نقش پل رد ایگل
- یانسی رد کورن در نقش رئیس بونیکاسل
- تاتانکا مینز در نقش جان رن، مأمور مخفی بومی آمریکایی BOI
- تامی شولتز در نقش بلکی تامپسون
- استورجیل سیمپسون در نقش هنری گرامر
- تای میچل در نقش جان رمزی
- گری باسارابا در نقش ویلیام جی برنز
- چارلی ماسل وایت در نقش آلوین رینولدز
- پت هلی در نقش جان برگر
- استیو ویتینگ در نقش دکتر جیمز شون
- استیو روتمن در نقش دکتر دیوید شون
- مایکل ابوت جونیور در نقش فرانک اسمیت
- رندی هاوسر در نقش اسکات ماتیس
- جک وایت در نقش بازیگر نمایش رادیویی
- پیت یورن در نقش آسی کربی، کارشناس مواد منفجره
- لری سلرز در نقش نان-هان-ژین-گا
- بری کوربین در نقش آندرتیکر تورتون
- استیو ایستین در نقش قاضی پولاک
- کاترین ویلیس در نقش میرتل هیل
- الدن هنسون در نقش دوک بورکهارت
- جین جونز در نقش پیتس بیتی
- لری فسندن در نقش صدای رادیو
- وینس جوردانو در نقش رهبر نمایش رادیویی
- مارتین اسکورسیزی در نقش تهیه‌کننده برنامه رادیویی
- نورما ژان در نقش ورا

## تولید

### توسعه
در ۱۰ مارس ۲۰۱۶، شرکت ایمپرتیو انترتینمنت پیروزِ جنگ پیشنهاد خرید برای ساخت اقتباسی سینمایی از کتاب غیرداستانی قاتلان ماه گل اثر دیوید گرن شد و ۵ میلیون دلار پرداخت کرد؛ اعلام شد که دن فریدکین و بردلی توماس از استودیو تهیه‌کننده این فیلم خواهند بود. در آوریل ۲۰۱۷ اعلام شد که مارتین اسکورسیزی، لئوناردو دی‌کاپریو و رابرت دنیرو در حال فکر کردن برای حضور در این فیلم هستند که به‌دست اریک راث اقتباس شده‌است. در ژوئیهٔ ۲۰۱۷ دانته فرتی، طراح تولید، اعلام کرد که فیلم‌برداری از اوایل سال ۲۰۱۸ با کارگردانی اسکورسیزی و بازیگری دی‌کاپریو آغاز خواهد شد. با این حال، تولید تا اکتبر ۲۰۱۸ متوقف و نیز اعلام شد که این فیلم اقدام بعدی اسکورسیزی پس از تکمیل مرد ایرلندی (۲۰۱۹) خواهد بود. در آن زمان، فیلمبرداری قرار بود در تابستان ۲۰۱۹ آغاز شود.

### پیش‌تولید
در ژوئن ۲۰۱۹ اعلام شد که پارامونت پیکچرز این فیلم را توزیع خواهد کرد. در ۲۶ ژوئیه ۲۰۱۹، اسکورسیزی به ملت اوسیج در پاوهوسکا، اکلاهما سفر کرد تا با رئیس این قبیله، جفری استندینگ بیر، به‌منظور نحوه مشارکت اوسیج‌ها در ساخت فیلم صحبت کند. چند روز بعد گزارش شد دنیرو به گروه بازیگران پیوسته‌است و فیلم‌برداری غیرقطعی در تابستان ۲۰۲۰ آغاز خواهد شد.
در دسامبر ۲۰۱۹، رودریگو پریتو، فیلم‌بردار اسکورسیزی، تأیید کرد انتظار می‌رود فیلمبرداری اصلی در مارس ۲۰۲۰ آغاز شود و افزود که «ظاهر و احساس فیلم» هنوز در حال درک شدن است. در بیست و ششمین مراسم جایزه انجمن بازیگران فیلم در ژانویهٔ ۲۰۲۰، دی‌کاپریو رسماً اعلام کرد که او و دنیرو در این فیلم بازی خواهند کرد. دی‌کاپریو برای مشارکت در این پروژه ۳۰ میلیون دلار دستمزد گرفت. در آوریل ۲۰۲۰، اعلام شد که فیلمبرداری فیلم قاتلان ماه گل در واکنش به دنیاگیری کووید-۱۹ برای مدت نامعلومی به تعویق افتاده‌است. در همین حال، اسکورسیزی برای تأمین مالی و توزیع فیلم با نتفلیکس و اپل تی‌وی پلاس مراجعه کرد، زیرا پارامونت نگرانی‌هایی در مورد رسیدن بودجه فیلم به ۲۰۰ میلیون دلار داشت. پارامونت همچنان آمادهٔ معامله با این پروژه در کنار یک شریک دیگر بود. در مهٔ ۲۰۲۰، اپل تی‌وی پلاس اعلام کرد که تأمین مالی و توزیع فیلم را بر عهده دارد و پارامونت نیز توزیع‌کننده خواهد بود.
در فوریهٔ ۲۰۲۱، لیلی گلداستون و جسی پلمونس به گروه بازیگران ملحق شدند. اگرچه نقش تام وایت، مأمور اصلی اداره تحقیقات فدرال، در ابتدا برای دی‌کاپریو نوشته شده بود، دی‌کاپریو به جای آن تلاش کرد تا نقش خواهرزادهٔ ضد قهرمان اصلی فیلم (دنیرو) را به تصویر بکشد. در نتیجه، گزارش شد که جسی پلمونس در نقش تام وایت به جای دی‌کاپریو انتخاب شد، در حالی که دی‌کاپریو نقش ارنست برکهارت را گرفت. در مارس ۲۰۲۱، تانتو کاردینال، کارا جید مایرز، جان کالینز و جیلیان دیون به گروه بازیگران اضافه شدند. ویلیام بلئو، لوئیس کانسلمی، جیسون ایزبل، استورگیل سیمپسون، تاتانکا مینز، مایکل ابوت جونیور، پت هیلی و اسکات شپرد در آوریل به این پروژه پیوستند.
در آوریل ۲۰۲۱، جک فیسک به عنوان طراح تولید این فیلم قرارداد امضا کرد و نخستین همکاری او با اسکورسیزی بود. در ژوئن، استیو ایستین، گری باسارابا و بری کوربین به بازیگران پیوستند. در اوت ۲۰۲۱ اعلام شد که برندن فریزر و جان لیسگو به گروه بازیگران ملحق شده‌اند.

### فیلمبرداری
انتظار می‌رفت که ساخت قاتلان ماه گل در فوریهٔ ۲۰۲۱ در اکلاهما آغاز شود. در نهایت تصویربرداری اصلی در ۱۹ آوریل ۲۰۲۱ آغاز شد. مراحل فیلم‌برداری در شهرستان اوسیج و شهرستان واشینگتن، یعنی پاوهوسکا، فرفکس و بارتلزویل آغاز شد.
در ۱۳ مه، دنیرو دچار آسیب ماهیچه چهارسر ران شد و برای مراقبت پزشکی به نیویورک بازگشت. تولید به تعویق نیفتاد، زیرا صحنه‌های بعدی دنیرو در ژوئن ۲۰۲۱ فیلم‌برداری می‌شد. فیلم‌برداری در ۱ اکتبر ۲۰۲۱ به پایان رسید. در ۲۵ مارس ۲۰۲۲، جفری استندیگ بیر، رئیس قبیلهٔ اوسیج، گفت که به صورت غیرقطعی قرار است سکانس یک رقص محلی در اواسط مه در شهرستان اوسیج فیلمبرداری شود.

## موسیقی
رابی رابرتسون، همکار مکرر اسکورسیزی از گروه د بند، موسیقی متن را ساخت. منتقدان موسیقی را «قدیمی»، «شبیه جاز بلوز»، و «کوبه‌ای» توصیف کرده‌اند. این فیلم همچنین دارای موسیقی متنی از موسیقی محبوب دههٔ ۱۹۲۰ و ترانه‌های آمریکایی بومی است. این آخرین موسیقی فیلم تکمیل‌شدهٔ رابرتسون پیش از مرگش در اوت ۲۰۲۳ بود.

## انتشار

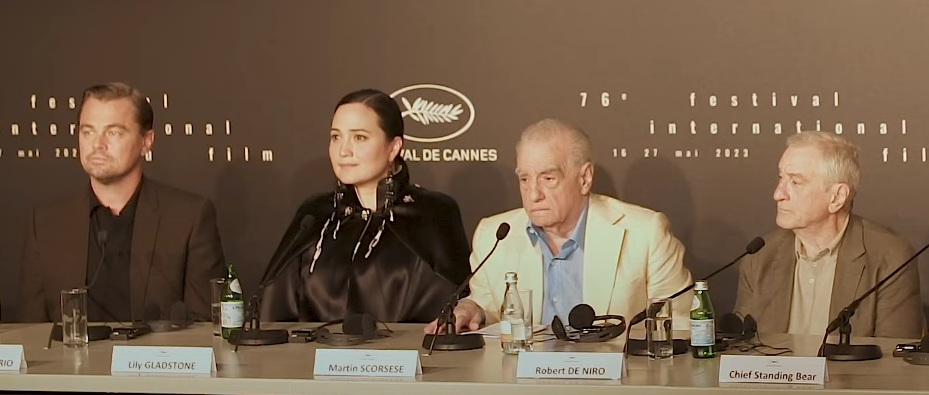
کنفرانس مطبوعاتی این فیلم در جشنواره فیلم کن ۲۰۲۳

قاتلان ماه گل نخستین نمایش جهانی خود را در هفتاد و ششمین جشنواره فیلم کن در ۲۰ مهٔ ۲۰۲۳ داشت که در پایان نمایش با تشویق ایستاده ۹ دقیقه‌ای روبرو شد. این فیلم ابتدا قرار بود ۶ اکتبر ۲۰۲۳ در سینماهای منتخب اکران و سپس اکران گسترده‌اش را در ۲۰ اکتبر ۲۰۲۳ در ایالات متحده توسط اپل تی‌وی پلاس (تحت برچسب اپل اوریجینال فلمز) و پارامونت پیکچرز آغاز کند. با این حال، اکران محدود بعداً لغو شد، و اکران جهانی فیلم برای ۲۰ اکتبر برنامه‌ریزی شد. پس از اتمام نمایش عمومی، این فیلم در اپل تی‌وی پلاس منتشر خواهد شد.
به گزارش ورایتی، سینمای رای ایتالیا به همراه گروه فیلم لئون، حق اکران سینمایی محلی را در میانهٔ ساخت فیلم به دست آوردند. پیش از نمایش دومین تریلر فیلم در ژوئیه ۲۰۲۳، اعلام شد که این فیلم در سینماهای آی‌مکس نیز اکران خواهد شد.

## بازخورد

### گیشه
تا ۳ دسامبر ۲۰۲۳، قاتلان ماه گل ۶۶٫۵ میلیون دلار در ایالات متحده و کانادا و نیز ۸۷٫۸ میلیون دلار در سایر کشورها فروش داشته‌است که فروش جهانی آن در کل به ۱۵۴٫۳ میلیون دلار رسیده‌است. به گفتهٔ ورایتی، در اکران سینمایی مرسوم، این فیلم به‌منظور برابری درآمد و بودجه که سود یا زیان نکند، باید ۵۰۰ تا ۶۰۰ میلیون دلار در جهان فروش داشته باشد. با این حال، موفقیت فیلم نمی‌تواند صرفاً بر اساس گیشه باشد، و به مشترکان اپل تی‌وی‌پلاس و اجاره‌های مبتنی بر تقاضا و سایر جریان‌های درآمدی وابسته است که پخش آنلاین برایشان امکان‌پذیر نبود.
در ایالات متحده و کانادا، رقم فروش پیش‌بینی‌شدهٔ این فیلم در آخر هفته افتتاحیه از ۳٫۶۲۱ سینما، ۲۰ تا ۲۵ میلیون دلار بود. این فیلم در روز نخست اکران ۹٫۴ میلیون دلار شامل ۲٫۶ میلیون دلار از پیش نمایش‌های پنجشنبه شب به دست آورد. این فیلم به فروش ۲۳ میلیون دلاری دست یافت و پس از تیلور سوئیفت: تور دوره‌ها در جایگاه دوم جدول قرار گرفت. ۶۱ درصد از مخاطبان مرد بودند و ۳۸ درصد آن‌ها بالای ۴۵ سال سن داشتند. این فیلم در پایان هفته دوم ۹ میلیون دلار (کاهش ۶۱ درصدی) و سپس در سومین هفته ۷ میلیون دلار فروش داشت و هر دو بار در جایگاه سوم جدول قرار گرفت.

### منتقدان
در وبگاه جمع‌آوری نقد راتن تومیتوز، ٪۹۳ از ۴۳۵ بررسی منتقدان مثبت است و میانگینِ امتیاز آن ۸٫۵/۱۰ است. اجماع این وبگاه چنین می‌نویسد: «در حالی که قاتلان ماه گل در مدت زمان، مضمون و دست‌آورد عظیم است، این فیلم ارزیابی تأمل‌برانگیزی از رابطهٔ آمریکا با مردم بومی و در عین حال شکوفایی هنری دیگری برای مارتین اسکورسیزی و همکارانش است.» این فیلم در متاکریتیک که از میانگین وزنی استفاده می‌کند، بر اساس نظر ۶۳ منتقدین امتیاز ۸۹ از ۱۰۰ را کسب کرده که نشان‌گر «تحسین همگانی» است.تماشاگرانی که توسط سینماسکور مورد بررسی قرار گرفتند، به فیلم نمره میانگین «A−» در مقیاس A+ تا F دادند، و آن‌هایی که توسط پست‌ترک در نظرسنجی شرکت کردند، ۸۸٪ نمره مثبت کلی به آن دادند و ۷۲٪ گفتند که قطعاً فیلم را توصیه می‌کنند.